# Dreaming (chanson de Pink)
Pour les articles homonymes, voir Dreaming.
Singles de P!nk
Runaway
(2023) All Out Of Fight
(2023)
Pistes de TRUSTFALL (Tour Deluxe Edition)
Irrelevant
Dreaming est une chanson interprétée par la chanteuse américaine P!nk, en trio avec le DJ Marshmello et le musicien et chanteur Sting.
C'est le cinquième single de l'album TRUSTFALL de P!nk, mais il est présent uniquement sur l'édition Deluxe sortie le 1er décembre 2023 en support physique et intitulée Tour Deluxe Edition. 

Ce single servant à la promotion de cette édition Deluxe, il sort dès le 20 octobre 2023 à la radio et sur YouTube, avec une première vidéo "audio". 

Une seconde vidéo avec les paroles sort le 2 novembre 2023.

## Liste des pistes
| 1. | Dreaming | Marshmello, Digital Farm Animals, Richard Boardman, Kiddo A.I., Sting | 2:50 |